# Parafia Narodzenia Najświętszej Maryi Panny w Hyżnem
Parafia Narodzenia Najświętszej Maryi Panny w Hyżnem – parafia rzymskokatolicka znajdująca się w archidiecezji przemyskiej w dekanacie Błażowa.

## Historia
Pierwsza wzmianka o parafii w Hyżnem pochodzi z 1494 roku, gdy wzmiankowany był ks. Wawrzyniec. Pierwszy kościół drewniany był pw. Wszystkich Świętych. W 1590 roku Katarzyna Wapowska ufundowała nowy kościół drewniany, do którego w 1592 roku ofiarowała Obraz Matki Bożej Łaskawej. W 1594 roku kościół ten został poświęcony przez bpa Wawrzyńca Goślickiego, pw. Narodzenia Najświętszej Maryi Panny. W 1624 roku Tatarzy spalili stary kościół, a nowy kościół choć obrabowany cudownie ocalał. Od tego czasu rozpoczął się kult cudownego obrazu.
W latach 1727–1739 zbudowano obecny murowany kościół, który w 1745 roku został poświęcony przez bpa Wacława Hieronima Sierakowskiego. W 1747 roku władze kościelne uznały obraz za cudowny. W 1903 roku do parafii przybyły Siostry Franciszkanki Rodziny Maryi. W latach 1912–1913 dokonano rozbudowy kościoła, poprzez dobudowanie naw bocznych. 8 września 1932 roku bp Anatol Nowak dokonał koronacji cudownego Obrazu Matki Bożej Łaskawej.
Na terenie parafii jest 2 873 wiernych (w tym: Hyżne – 2 540, Nieborów Wielki – 360).
Proboszczowie parafii:
 ? –1866. ks. Jan Paweł Horn.
1866–1895. ks. Władysław Zaradzki.
1895–1908. ks. Jakub Błaszczak.
1908–1959. ks. Ignacy Łachecki.
1959–1965. ks. Stanisław Ergietowski.
1965–1976. ks. Michał Kochman.
1976–2004. ks. prał. Tadeusz Cisek.
2004– nadal ks. prał. Marek Gajda.

## Kościół filialny
W 1703 roku pojawiła się pierwsza wzmianka o Nieborowie, który należał do parafii w Hyżnem. W 1785 roku było 155 wiernych. W latach 30. XX wieku ks. Ignacy Łachecki rozpoczął odprawiać niedzielne msze święte w drewnianym pensjonacie uzdrowiskowym w Nieborowie Małym. Gdy wierni nie mieścili się postanowiono zbudować kościół, ale przygotowania przerwał wybuch wojny.
W 1981 roku ponownie zdecydowano o budowie kościoła. W 1983 roku otrzymano plac pod budowę w Nieborowie Wielkim, który w 1984 roku poświęcił ks. dziekan Adolf Kowal. W latach 1984–1988 zbudowano murowany kościół, według projektu arch. Władysława Jagiełły i arch. Romana Orlewskiego. 23 maja 1988 roku bp Ignacy Tokarczuk poświęcił kościół, pw. Najświętszej Maryi Panny Wspomożycielki Wiernych.